# Butler Lampson
Butler W. Lampson (nacido en 1943 en Washington D. C., Estados Unidos) es un científico de la computación, considerado como uno de los más significativos en la historia de la disciplina.
Lampson recibió su licenciatura en Física por la Universidad de Harvard en 1964, y su doctorado en Ingeniería Electrónica y Ciencias de la Computación por la Universidad de California, Berkeley en 1967.
Durante los años 60, Lampson y otros tomaron parte del Proyecto GENIE en UC Berkeley. En 1965, varios miembros de dicho proyecto, concretamente Lampson y L. Peter Deutsch, desarrollaron el sistema operativo para el sistema SDS 940.
Lampson fue cofundador de Xerox PARC en 1970, donde trabajó en el Laboratorio de Ciencias de la Computación. Su célebre visión del computador personal fue expresada por primera vez en un mensaje de 1972 titulado «Why Alto?». En 1973 nació el Xerox Alto, con su ratón de tres botones y su monitor del tamaño de un folio, considerado hoy en día como el primer verdadero ordenador personal (con respecto a cómo habría de ser usado).
Todos los computadores diseñados posteriormente en Xerox PARC siguieron un patrón general llamado «Wildflower« (‘Flor Silvestre’), creado por Lampson. Entre estos sistemas se encontraban las D-Series Machines, el «Dolphin» Xerox 1100, «Dandelion» Xerox 1108, «Dandetiger» Xerox 1109, «Dorado» Xerox 1132, «Daybreak» Xerox 6085, y «Dragon» (un sistema con 4 procesadores 6085 y una de las primeras snoopy caches, que nunca sería comercializado). Las Serie-D estaban basadas en procesadores AMD 2900 que ejecutaban hasta 16 microtareas (una de ellas era un controlador Ethernet), siendo unos sistemas más asequibles jamás diseñados sobre lógica TTL.
En PARC, Lampson colaboró en otras tecnologías revolucionarias, como la impresora láser, protocolos de transacciones en dos fases, Bravo, el primer procesador de textos con interfaz WYSIWYG; Ethernet, la primera red de área local (LAN) de alta velocidad; y multitud de lenguajes de programación de gran influencia.
A principios de los años 80, Lampson dejó Xerox PARC para trabajar en Digital Equipment Corporation (DEC); En 2006, trabaja para Microsoft Research, la rama de investigación de la compañía de Redmond, Washington. Lampson es también profesor adjunto en el MIT.
En 1992, ganó el prestigioso Premio Turing de la ACM por sus contribuciones a la computación personal y las ciencias de la computación.
El aforismo más famoso de Lampson es su frase «Todos los problemas en ciencias de la computación pueden ser resueltos mediante otro nivel de indirección» (aunque el propio Lampson lo atribuye a David Wheeler).